# Rollende Landstraße

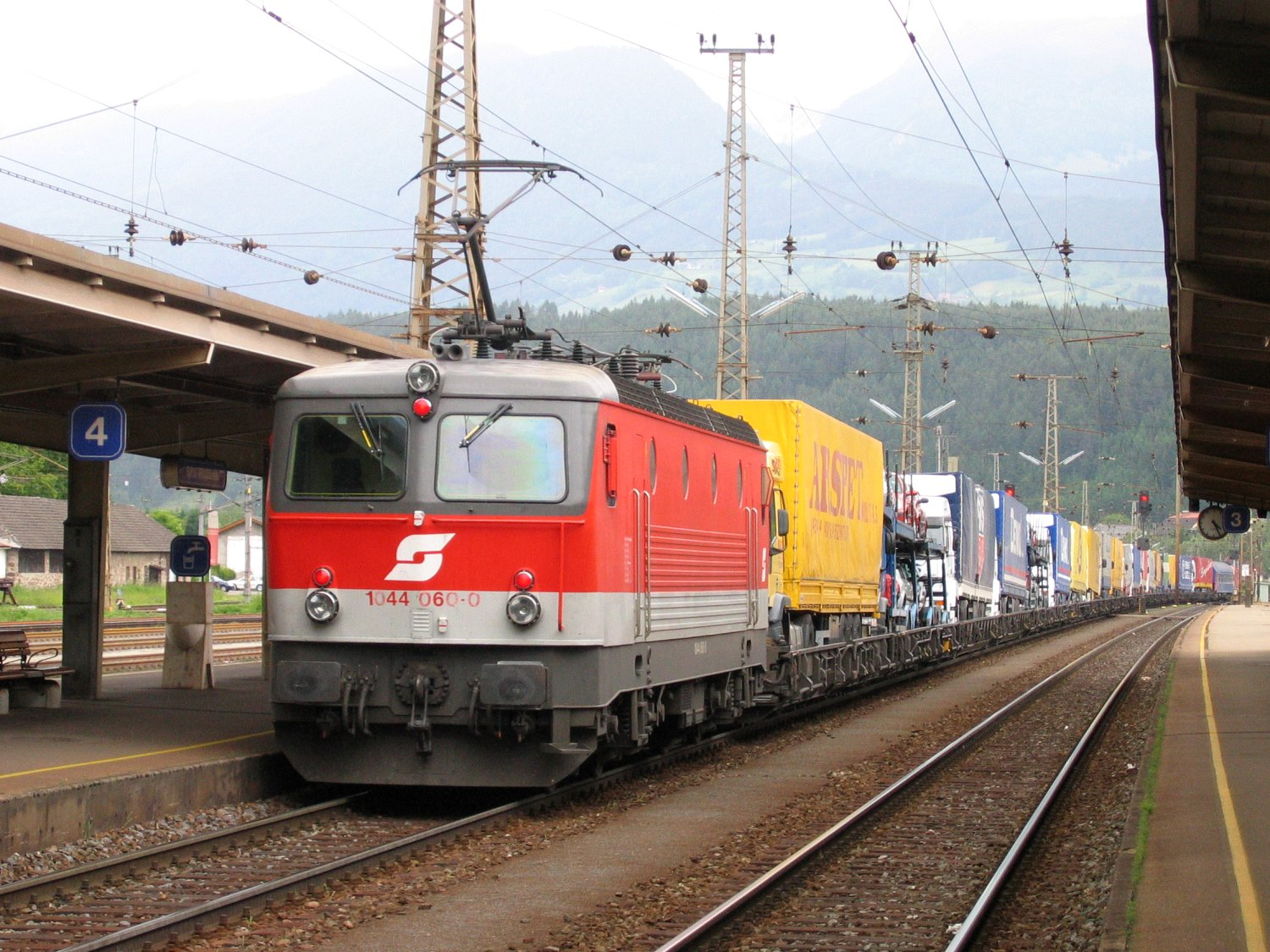
Pociąg RoLa w Austrii

Rollende Landstraße (RoLa) – rodzaj transportu intermodalnego polegający na przewożeniu pociągami towarowymi samochodów ciężarowych lub ciągników siodłowych z naczepami i przyczepami przy użyciu specjalnych wagonów niskopodwoziowych
Transport typu RoLa rozpowszechniony jest w krajach alpejskich, przede wszystkim z uwagi na to, że w Austrii i w Szwajcarii istnieją regulacje prawne wymuszające na przewoźnikach drogowych korzystanie z transportu kolejowego.
W Polsce transport typu RoLa wykorzystywany jest sporadycznie, głównie na linii kolejowej nr 65, na której od 2003 r. kursuje pociąg towarowy Jarosław.